# Cantone di Fismes
Il Cantone di Fismes era una divisione amministrativa dell'arrondissement di Reims.
È stato soppresso a seguito della riforma complessiva dei cantoni del 2014, che è entrata in vigore con le elezioni dipartimentali del 2015.
Comprendeva i comuni di:
- Arcis-le-Ponsart
- Baslieux-lès-Fismes
- Bouvancourt
- Breuil
- Châlons-sur-Vesle
- Chenay
- Courlandon
- Courville
- Crugny
- Fismes
- Hermonville
- Hourges
- Jonchery-sur-Vesle
- Magneux
- Montigny-sur-Vesle
- Mont-sur-Courville
- Pévy
- Prouilly
- Romain
- Saint-Gilles
- Trigny
- Unchair
- Vandeuil
- Ventelay